# Albert Starr
Pour les articles homonymes, voir Starr.
Cardiologue américain de renommée mondiale, prix Lasker en 2007, Albert Starr, invente, en 1958, avec l’ingénieur Lowell Edwards, la première valve cardiaque artificielle mécanique (greffée pour la première fois, avec succès, en 1960). Il est directeur médical de l’institut cardio-vasculaire Providence St Vincent (Portland, Oregon).

## Biographie
Né en 1926, à New York, Starr obtient son diplôme de docteur en médecine, en 1949, au Columbia University College of Physicians and Surgeons.
Il poursuit sa formation à l’hôpital Johns-Hopkins et se spécialise en chirurgie thoracique dans deux hôpitaux de l’université Columbia, l’hôpital Bellevue et l’hôpital presbytérien. Starr travaille pour l’université Columbia jusqu’en 1957, en tant qu’assistant chirurgien avant de partir pour l’Ouest où l’Association de cardiologie de l’Oregon lui offre de financer ses recherches. Là-bas, il travaille dans le département des enfants infirmes de l’école de médecine de l'université de l’Oregon, aujourd’hui université de science et de santé de l’Oregon (en). En 1964, Starr et son équipe de chirurgiens s’installent au Centre médical Providence St Vincent (Portland, Oregon).
Il meurt le 11 décembre 2024.

## Parcours
En 1960, il implante avec succès la première valve cardiaque artificielle. Il a depuis contribué à améliorer les techniques de correction des déformations congénitales du cœur, des pontages coronariens ou des greffes du cœur.
En juillet 2000, il reçoit le prestigieux International Heart Pioneer Award de la Société de chirurgie thoracique cardio-vasculaire (Fr).
1998 : réalise à Paris, en compagnie du Dr Alain Carpentier, une des premières opérations robotisées, assistées par ordinateur, en chirurgie cardiaque.